# Hans Schneider (Bassist)
Hans Schneider (* 1951 in Leverkusen; † 2. November 2024) war ein deutscher Bassist, der im Bereich des Jazz und der Improvisationsmusik aktiv war.

## Leben und Wirken
Seit 1964 spielte Schneider in Beatbands, dann in Rock- und in Jazzgruppen. Seit 1974 gehörte er zum Quintett von Georg Gräwe, mit dem er später auch im Grubenklangorchester wirkte. Ab 1979 war er auch Mitglied der Gruppe von Erhard Hirt und gehörte zudem mit Wolfgang Fuchs zu den Gründern des King Übü Orchestrü. Mitte der 1980er Jahre trat er auch im Quartett mit Evan Parker, Paul Lytton und Paul Rutherford auf (CD Waterloo 1985).
1982 organisierte Schneider die ersten „Internationalen Tage für Improvisierte Musik“ in Leverkusen. Längere Jahre spielte er mit Stefan Keune zusammen, seit 1991 im Trio zunächst mit Paul Lytton, später mit Achim Krämer im Trio. Weiterhin arbeitete er mit Dorothea Schürch und Paul Lytton sowie in einem „Chamber Trio“ mit Melvyn Poore und Frank Gratkowski. Er gehörte zum Ensemble Echtzeit und zum Quartett der Flötistin Angelika Sheridan. Weiterhin trat er auch mit Mark Charig, mit Floros Floridis, mit Maggie Nichols, Peter Kowald, John Tchicai, Alexander von Schlippenbach, Phil Minton, Achim Krämer, Sven-Åke Johansson und Peter Brötzmann auf.
Im Bereich des Jazz war Schneider laut Tom Lord zwischen 1976 und 2021 an 25 Aufnahmesessions beteiligt, zuletzt mit Keune, Hirt und Lytton im Quartett Xpact sowie im King Übü Orchestrü.

## Diskographische Hinweise
- Horst Grabosch: Anytime (1984), mit Roberto Ottaviano, Georg Gräwe, Peter Gröning
- Frisque Concordance: Spellings (1993), mit John Butcher, Georg Gräwe, Martin Blume
- Evan Parker with Paul Lytton, Paul Rutherford & Hans Schneider: Waterloo 1985 (Emanem, 1999)
- Quatuohr: with Marc Charig, Wolfgang Schliemann,  Hans Schneider, Joachim Zoepf: [Kju:] (NURNICHTNUR, 2002)
- Stefan Keune, Hans Schneider, Achim Krämer: The Long and the Short of It (Creative Sources, 2007)
- Keune - Schneider - Krämer: No Comment (FMP, 2009)
- Wolfgang Fuchs / Hans Schneider / Klaus Huber: Momente (FMP, 2016)
- Paul Hubweber, Hans Schneider, Erhard Hirt: The Funny Side of Discreet (Acheulian Handaxe, 2018)
- Wolfgang Fuchs / Bernhard Arndt / Hans Schneider: Fuchs-Arndt-Schneider(FMP, 2018)
- Stefan Keune, John Russell, Hans Schneider, Paul Lovens: Nothing Particularly Horrible (Live in Bochum ’93) (FMR, 2019)